# Uznach

Luftbild aus 400 m von Walter Mittelholzer (1919)

Uznach (auf Schweizerdeutsch «Uznä») ist eine politische Gemeinde im Kanton St. Gallen in der Ostschweiz. Uznach ist der Marktort der Region.

## Geographie
Uznach liegt am Rande der Linthebene in der Nähe des Zürichsees. Der Steinenbach ist ein Naturschutzgebiet mit überregionaler Bedeutung.

## Bevölkerung
Ende 2011 lebten in der politischen Gemeinde Uznach 5911 Einwohner. Bis Ende 2021 wuchs die Einwohnerzahl auf 6564 an. 54,3 % der Uznacher Einwohner sind katholisch, 12,3 % reformiert (Stand 2019).

## Wirtschaft
In Uznach beschäftigen um die 300 Arbeitgeber etwa 3000 Arbeitnehmende. Darunter befinden sich das Zentrallager des Schuh-Grossverteilers Karl Vögele AG, das Einkaufscenter Linth-Park, das Unterwerk Grynau der Nordostschweizerischen Kraftwerke und die Bank Linth LLB.

## Verkehr
Die Bahnlinien verzweigen sich von Rapperswil in Richtung Wattwil–St. Gallen–Romanshorn und Ziegelbrücke–Glarus–Linthal. Uznach wird vom Voralpen-Express, der S-Bahn St. Gallen sowie diversen Postautolinien bedient. Zwischen Uznach und Schmerikon verläuft die Autobahn A15, welche in Reichenburg in die A3 mündet. Da täglich bis zu 19.000 Fahrzeuge durch das Zentrum von Uznach fahren, plant das kantonale Tiefbauamt die regionale Verbindungsstrasse A15-Gaster.

## Geschichte
Uznach, die Siedlung des Alemannen Uzzo wurde 741 erstmals urkundlich erwähnt und ging 744 durch eine Schenkung an das Kloster St. Gallen. Aus der Zeit von 820–912 haben sich 15 Urkunden erhalten, die in Uznach ausgestellt wurden. Im Jahr 856 wurde in einer Urkunde erwähnt, dass es in Uznach (in villa Uzzinriuda) die Galluskirche gab. Sie wurde um die Mitte des 8. Jahrhunderts von der Familie der Beata gegründet.
Die Landschaft Uznach ging an die Toggenburger, weil Diethelm VI. zwischen 1180 und 1195 Guta von Rapperswil heiratete, wie Oberholzer berichtet. Die Stadt Uznach wurde jedoch erst um 1200 von den Grafen von Toggenburg gegründet, die am nördlichen Ende des heutigen Städtchens eine kleine Burg erbauten. Das alte Dorf Uznach befand sich zwischen Aabach und der Kreuzkirche. In der Kreuzkirche wurde 1407 eine Bruderschaft der fahrenden Leute, Pfeifer und Geiger gegründet. Die Gründungsurkunde, ausgestellt vom Toggenburger Grafen Friedrich VII, ist im Kirchenarchiv. Die Grafschaft Uznach blieb Teil der Hausmacht der Grafen von Toggenburg, bis diese im Jahr 1436 ausstarben. Die Erben der Toggenburger, die Herren von Raron, verpfändeten die Grafschaft 1437 den Kantonen Schwyz und Glarus.
Der Anspruch Zürichs auf die verkehrstechnisch wichtige Grafschaft führte zum Alten Zürichkrieg, in dem die nahe Stadt Rapperswil auf Seiten von Habsburg und Zürich, die Grafschaft Uznach auf Seiten der Eidgenossen kämpften. Die Niederlage Zürichs ermöglicht es Schwyz und Glarus 1469, die Grafschaft zu kaufen. Bis zum Ende der Alten Eidgenossenschaft (1798) blieb die Grafschaft Uznach eine gemeine Herrschaft mit einem Glarner oder Schwyzer Vogt, der jedoch nicht im Land Wohnsitz nehmen durfte. Uznach war also zwar Hauptort der Landvogtei aber nicht Sitz des Landvogts.
In der Reformationszeit des 16. Jahrhunderts blieben Stadt und Landschaft Uznach beim traditionellen römisch-katholischen Glauben. Einzig die Leute von  Kaltbrunn haben den evangelischen Pfarrer Jakob Kaiser, Bürger von Uznach, angestellt. In der Pfingstwoche 1529 wurde er von den Schwyzern verhaftet, in Schwyz zum Tod verurteilt und verbrannt. Dies war der Anlass für den Ersten Kappelerkrieg zwischen evangelischen und katholischen Orten der Eidgenossenschaft.
Vom 18. auf den 19. August 1762  brannte das Städtchen völlig nieder. Unter anderem fielen die Kirche, das Spital sowie 82 Häuser dem Brand zum Opfer.
Nach Gründung der Helvetischen Republik 1798 wurde Uznach Teil des Kantons Linth, 1803 Teil des Kantons St. Gallen. Bis 2003 war Uznach Sitz des Bezirksgerichtes und damit Hauptort des Seebezirks. Seither gehört Uznach dem Wahlkreis See-Gaster an.

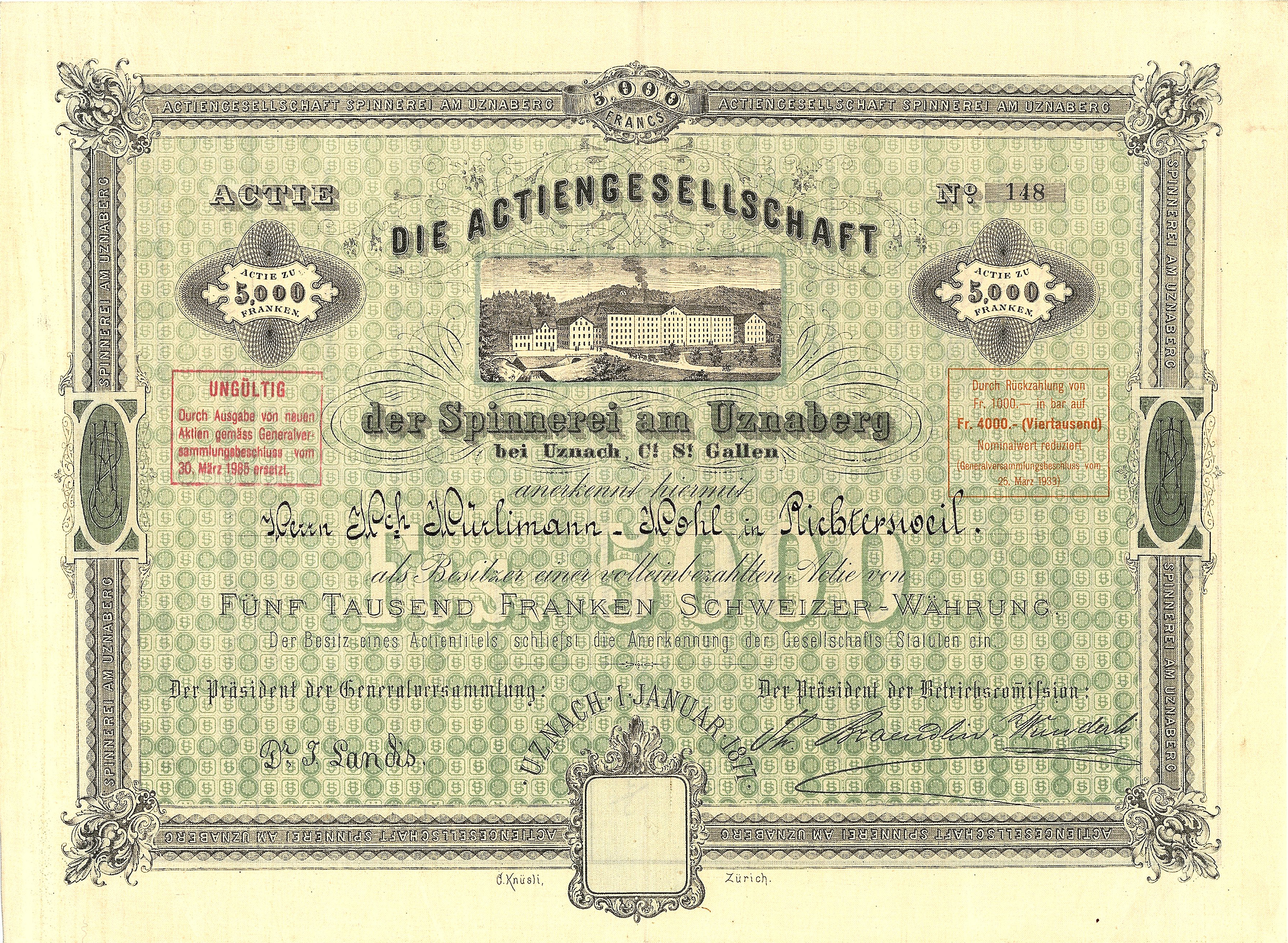
Gründeraktie der Actiengesellschaft der Spinnerei am Uznaberg über 5.000 Franken, ausgestellt am 1. Januar 1877 in Uznach, mit Unterschrift des Seidenkaufmanns Heinrich Landis als Präsident der Generalversammlung.
Die einzig bekannte Aktie, die auf Stoff/Leinen gedruckt worden ist.

Im 19. Jahrhundert siedelten sich in Uznach verschiedene Betriebe der aufstrebenden Textilindustrie an, etwa die Spinnerei Uznaberg oder die Rotfarb, wodurch das Städtchen einen bescheidenen Aufschwung nahm. Der Aufschwung zeigte sich etwa im grosszügigen neugotischen Bau der heutigen Pfarrkirche im Städtchen. Der Neubau der Strasse über den Ricken via Eschenbach nach Rapperswil drängte Uznach verkehrspolitisch ins Abseits.
Eine Kompensation brachte der Bau der Bahnlinien von Rapperswil nach Weesen am Walensee und von Uznach durch den Rickentunnel nach Wattwil im Toggenburg, der Uznach zu einem regionalen Verkehrsknotenpunkt machte. Nach einer längeren Stagnation seit den 1960er Jahren ist Uznach in den 1990er Jahren wieder von einem bescheidenen Wachstum erfasst worden, da es durch den Ausbau des Verkehrsnetzes um Zürich in den Sog dieser wirtschaftlichen Metropole geraten ist. So hatte Uznach 1980 noch 4269 Einwohner, im April 2008 aber schon 5600 Einwohner und 3400 Arbeitsplätze.
1963 entstand durch den Zusammenschluss zweier Gemeinschaften von Benediktinern das Kloster St. Otmarsberg in Uznach, auch «Kloster Uznach» genannt. Im Jahr 1982 wurde es zur Abtei erhoben.

## Töchter und Söhne der Gemeinde
- Jost Blöchliger (1934–1989), Maler
- Tom Bohli (* 1994), Radrennfahrer
- Orges Bunjaku (* 2001), schweizerisch-kosovarischer Fussballspieler
- Leela Egli (* 2006), Fussballspielerin
- Marian Eleganti (* 1955), Ordenspriester, römisch-katholischer Theologe, zeitweiliger Abt und Weihbischof im Bistum Chur
- Willi H. Hager (* 1951), Wasserbauingenieur
- Jürg Helbling (* 1954), Ethnologe
- Otto Hongler (1907–1988), Wirtschaftswissenschaftler und Hochschullehrer
- Heinrich Kuhn (* 1939), Schriftsteller
- Rudolf Mäder (1903–1977), Rechtsanwalt und Politiker
- Katja Mair (* 1968), Jazzmusikerin
- Carmen Muffler (* 1993), Politikerin
- Basilius Oberholzer (1821–1895), der 51. Abt der Benediktinerabtei Einsiedeln
- Eleni Rittmann (* 2000), Fußballspielerin
- Adolf Roemer (1890–1960), Politiker und Regierungsrat des Kantons St. Gallen
- August Rüegg (1882–1972), Klassischer Philologe
- Charles Vögele (1923–2002), Unternehmer und Autorennfahrer
- Niklaus Oberholzer (* 1940), Kunsthistoriker und Publizist
- Rudolf Walther (* 1944), Historiker und Publizist

## Bilder

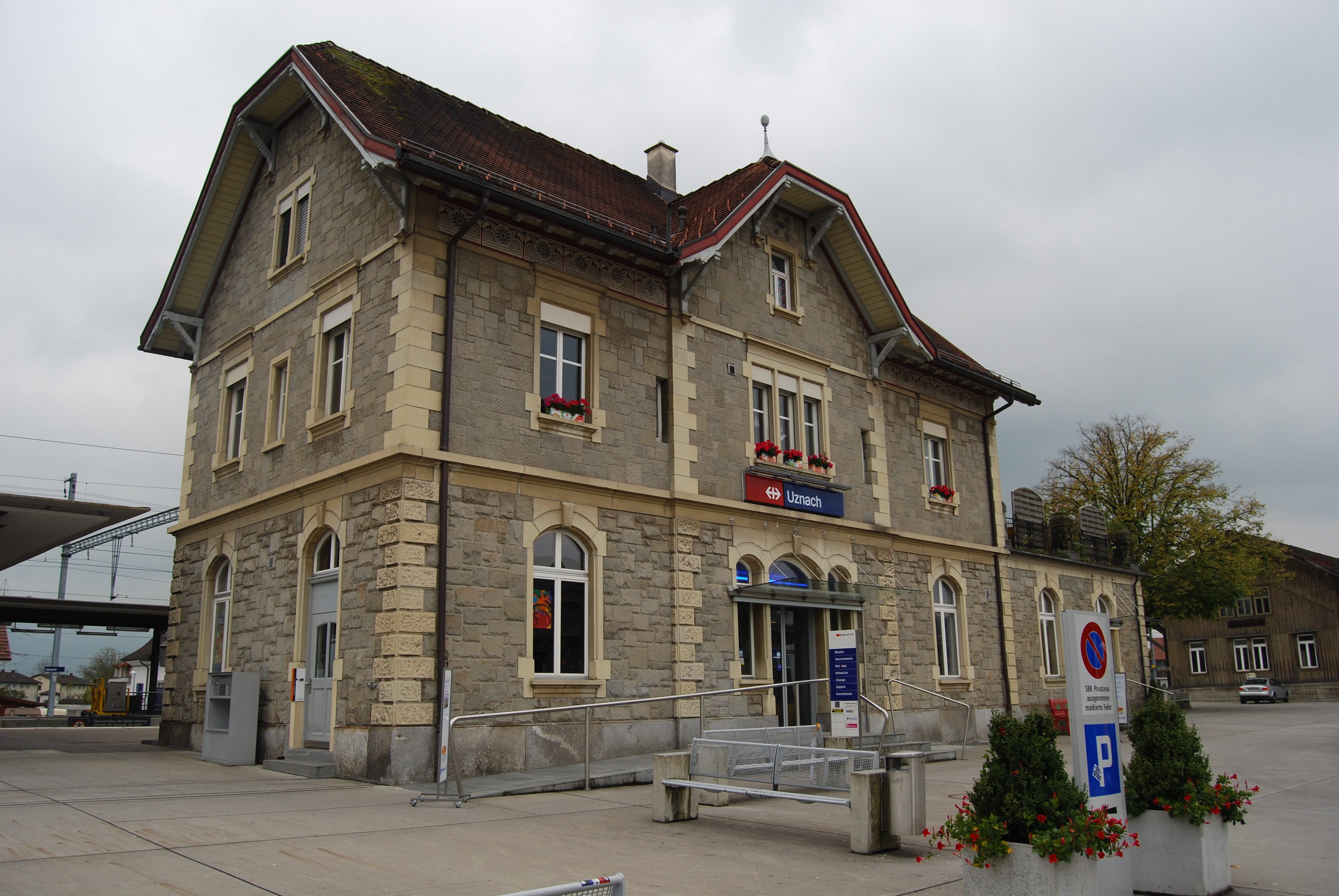
Bahnhof
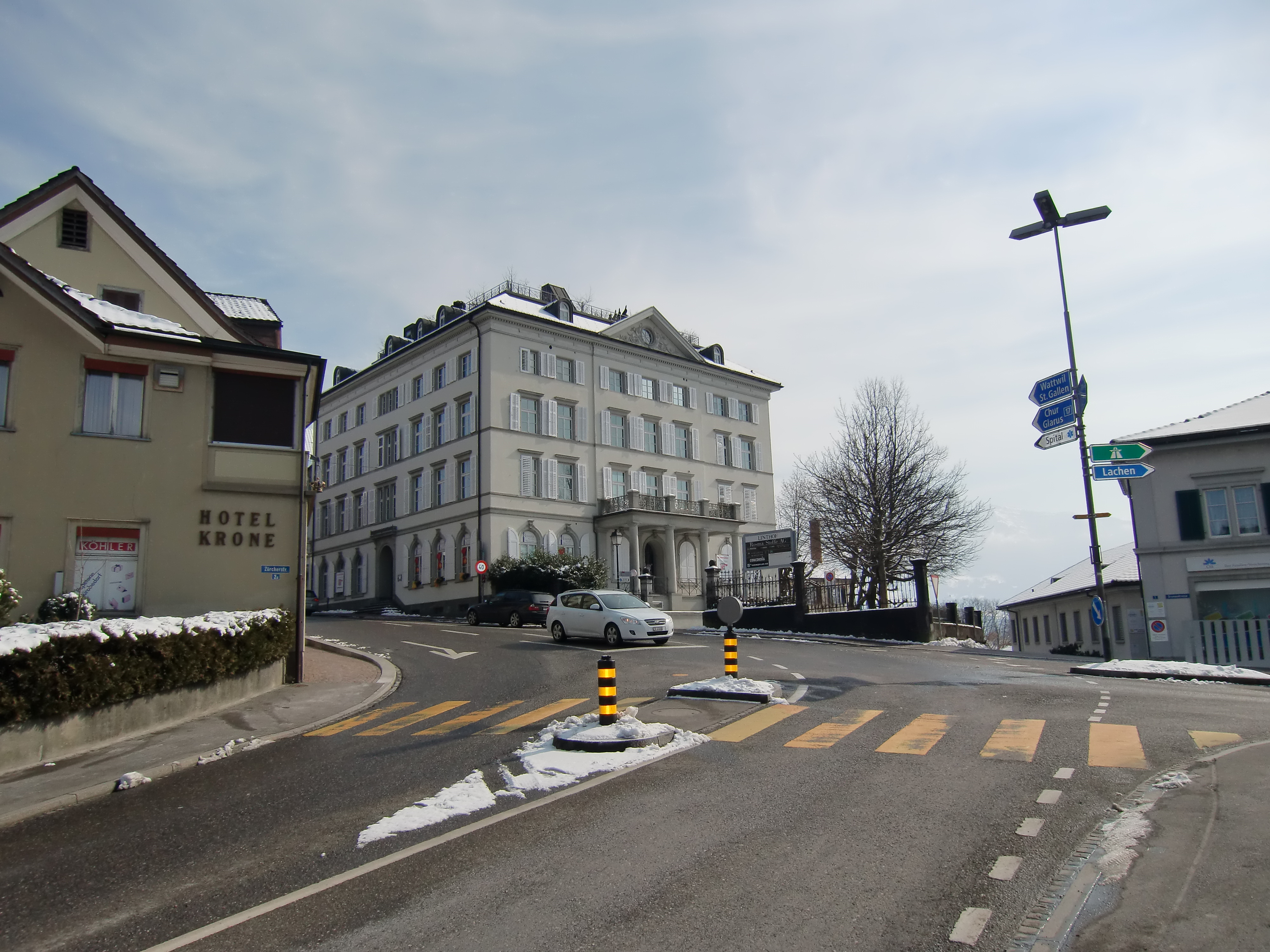
Linthhof
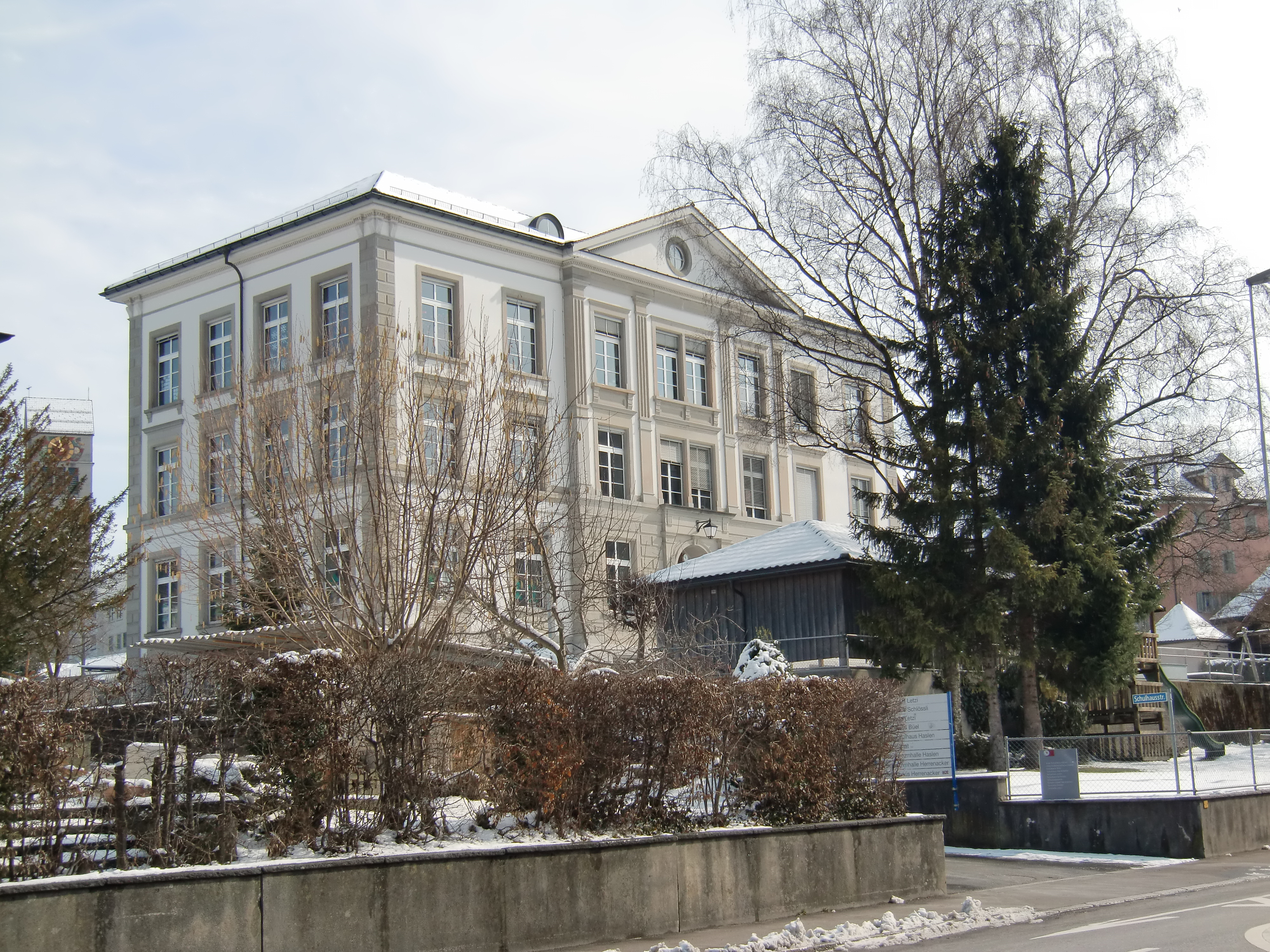
Schulhaus «Letzi»
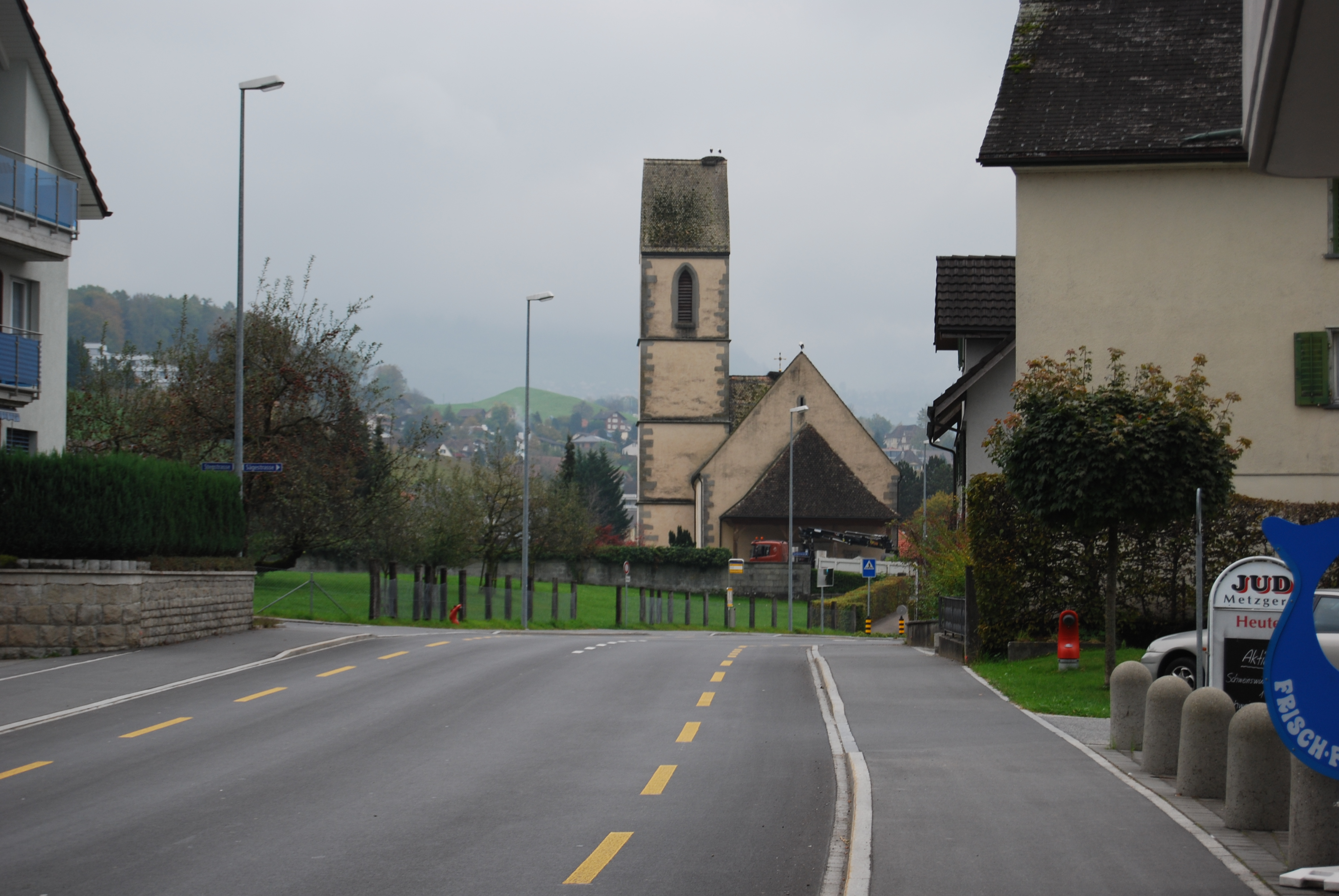
Hl. Kreuzkirche (13. Jh.)
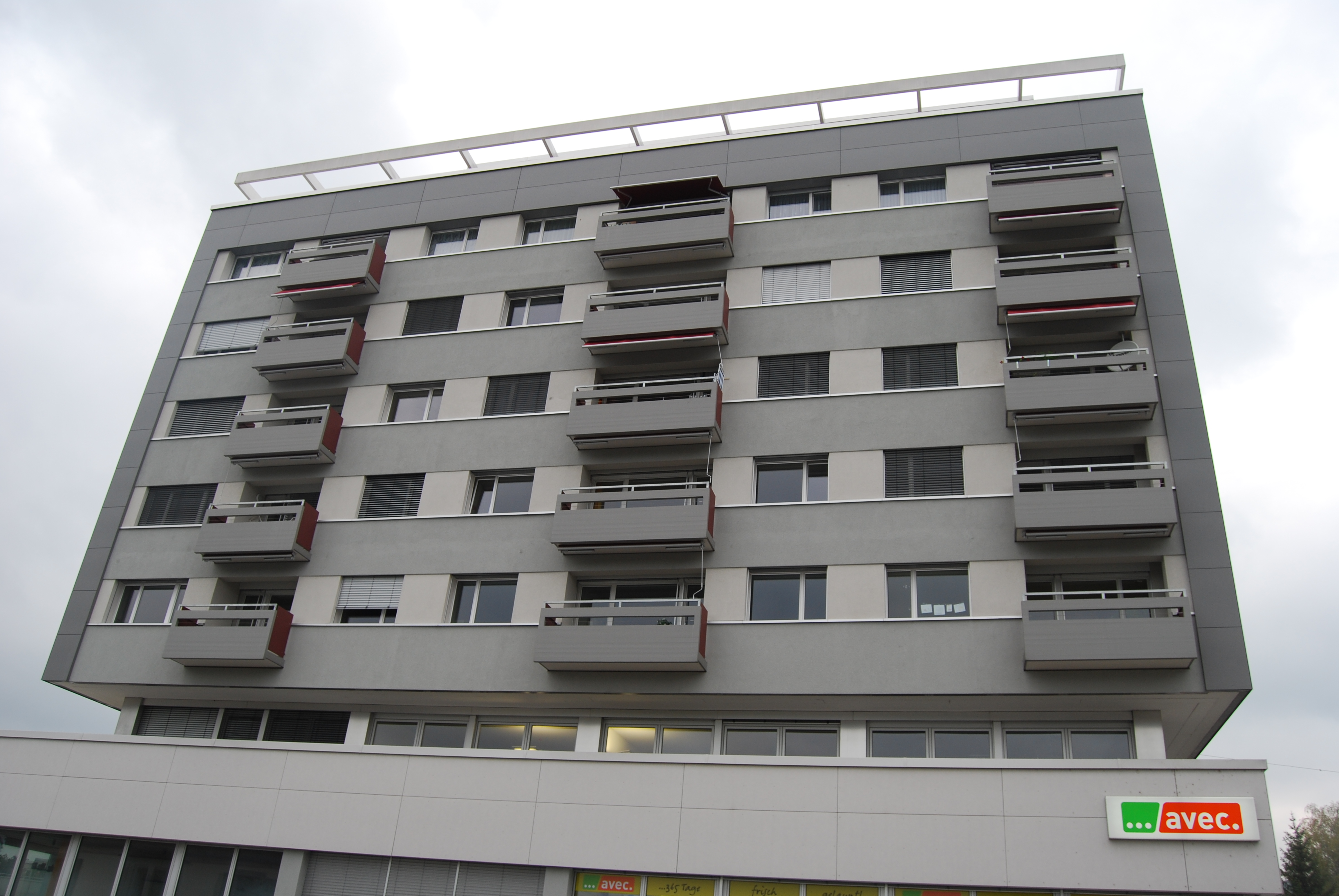
Hochhaus «Ochsen»
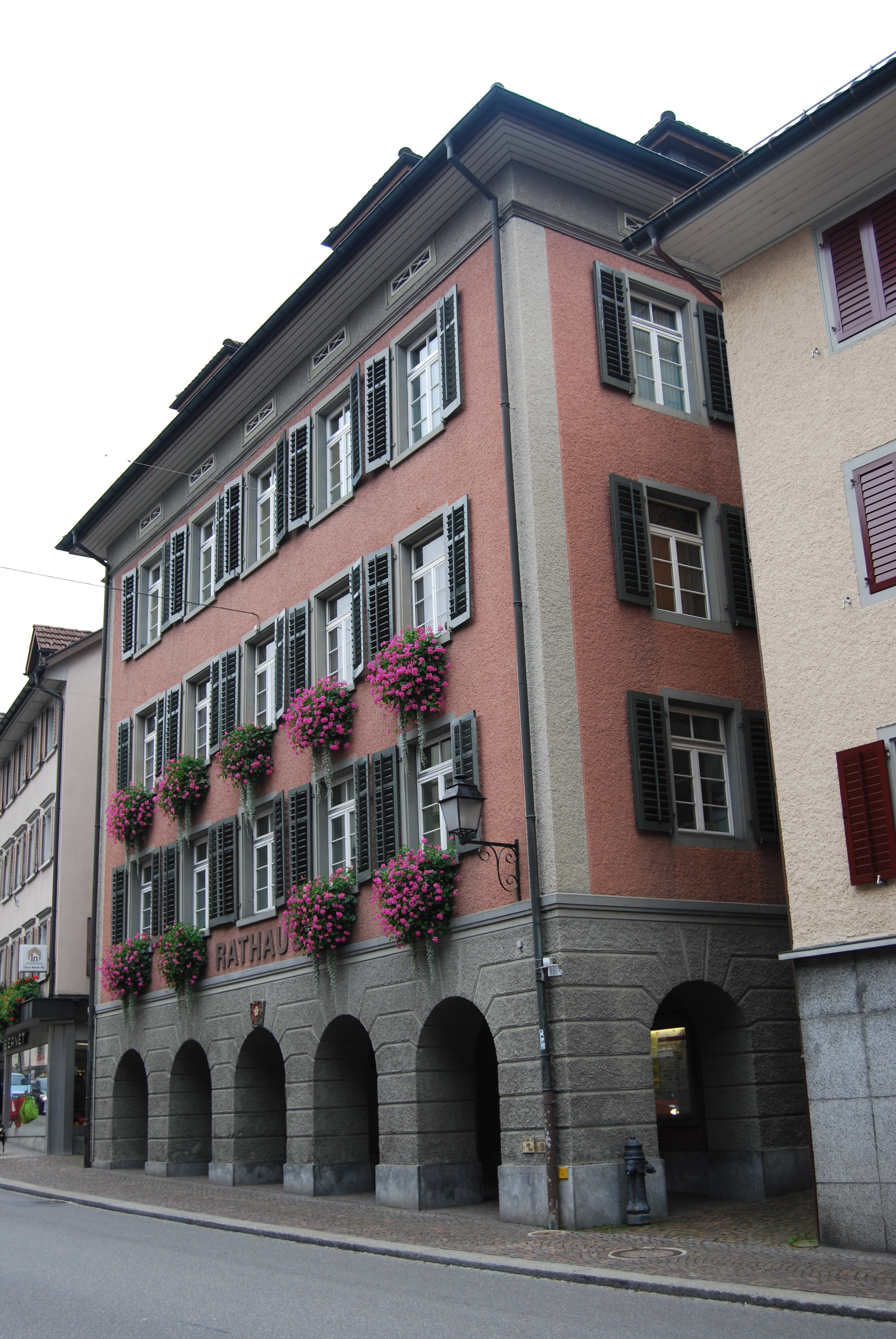
Rathaus